# Турчянска Штявнічка
Турчянска Штявнічка  (словац. Turčianska Štiavnička) — село, громада округу Мартін, Жилінський край, регіон Турєц. Кадастрова площа громади — 14,07 км².
Населення 929 осіб (станом на 31 грудня 2018 року). Протікає Канторський потік.

## Історія
Турчянска Штявнічка  згадується 1477 року.

## Населення
| Рік:            | 1994. | 2004.    | 2014.    | 2024.   |
| --------------- | ----- | -------- | -------- | ------- |
| Кількість осіб: | 715   | 804      | 920      | 999     |
| Різниця:        |       | +12,44 % | +14,42 % | +8,58 % |

| Рік:            | 2023. | 2024.   |
| --------------- | ----- | ------- |
| Кількість осіб: | 981   | 999     |
| Різниця:        |       | +1,83 % |